# Cameron (North Carolina)
Cameron is een plaats (town) in de Amerikaanse staat North Carolina, en valt bestuurlijk gezien onder Murray County.

## Demografie
Bij de volkstelling in 2000 werd het aantal inwoners vastgesteld op 151.
In 2006 is het aantal inwoners door het United States Census Bureau geschat op 300, een stijging van 149 (98,7%).

## Geografie
Volgens het United States Census Bureau beslaat de plaats een oppervlakte van
2,7 km², geheel bestaande uit land.

## Plaatsen in de nabije omgeving
De onderstaande figuur toont nabijgelegen plaatsen in een straal van 24 km rond Cameron.

## Geboren in Cameron
- Jeff Hardy, worstelaar
- Matt Hardy, worstelaar